# 吉枝聡子
吉枝 聡子（よしえ さとこ、1968年5月 - ）は、日本の言語学者。専門は、ペルシア語学、社会言語学。
東京外国語大学総合国際学研究院（言語文化部門・言語研究系）准教授。博士（学術）。

## 学歴
- 1989年3月 東京外国語大学外国語学部卒業
- 1991年3月 東京外国語大学大学院外国語学研究科修士課程修了
- 1998年3月 東京外国語大学大学院地域文化研究科博士後期課程修了

## 職歴
- 1995年4月-1997年3月 日本学術振興会特別研究員（DC2）
- 1998年4月-1999年3月 日本学術振興会特別研究員（PD）
- 1999年4月-2004年3月 東京外国語大学外国語学部 助手
- 2000年4月-2002年3月 日本学術振興会海外特別研究員
- 2004年4月-2009年3月 東京外国語大学外国語学部 講師
- 2009年4月-2010年3月 東京外国語大学総合国際学研究院 言語文化部門 言語研究系 講師（大学院重点化に伴う配置換え）
- 2010年4月-　　　　　同 准教授

## 研究業績
- 「イラン語の世界」『オリエントとは何かー東西の区分を超えてー』（別冊『環』8）2005
- 「イラン語派−ダレイオスのことばとシャープールのことば」（『イランを知るための65章』2004、明石書店
- 「ペルシア語の敬語行動−イラン式おつきあいの知恵」『鈴木孝夫著作集』岩波書店, 2000/3, pp.3-6.
- 「おいしい料理は家で−家庭料理」『暮らしのわかるアジア読本−イラン』河出書房, 1999/9/24, pp.60-5.